# ボストン日本人研究者交流会
ボストン日本人研究者交流会（ボストンにほんじんけんきゅうしゃこうりゅうかい、英語:Boston Japanese Researchers Forum (BJRF)）はアメリカ合衆国 マサチューセッツ州 ボストンに存在する日本人会。2000年設置。

## 概要
ボストン日本人研究者交流会は、アメリカ合衆国マサチューセッツ州ボストン周辺に住んでいる日本語話者の研究者や学生、社会人や医療関係者、ビジネスマンから芸術家まで、幅広い分野の人が集い、知的な議論を交わし、知識を交換して、参加者相互のネットワークを構築することを目的とした会である。月一回二人の講演者を招いての講演会を主催しており、取り上げるトピックは、教育から神経科学、薬学や経済学、科学技術、法律から音楽まで、多岐に渡る。主に各分野の若手専門家を講演者とする。例外的に特別講演会や年一度の基調講演会（キーノート・レクチャー）として業績のある研究者やその他の著名な人物が講演を行うこともある。

## 沿革
ボストン日本人研究者交流会は、ボストン近辺において、定期的に毎年8回以上の講演会を10年以上主催し続けている唯一の日本人会である。2019年3月現在までの講演会数は171回を数える。ボストン日本人研究者交流会は、2000年に初めて開催され、以来夏をのぞいて毎月定期的に講演会およびその後の懇親会を行ってきた。

## 所在地
アメリカ合衆国 マサチューセッツ州 ボストン

## 組織
幹事会
- 幹事長
- 副幹事長

## 過去の基調講演
基調講演（キーノート・レクチャー）会は2009年にはじめて、エズラ・ヴォーゲルを招いて行われた。以来毎年度に一度、一人の講演者を招いて基調講演会が秋に開催されている。
2018-2019年度 宮川繁 (MIT言語学教授)「人類初期のイノベーション」
2017-2018年度 石井裕 (MITメディアラボ副所長，タンジブル・メディア・グループ・ディレクター，Jerome B. Wiesner Professor of Media Arts and Sciences) 「未来視力：『タンジブル・ビッツ』から『ラディカル・アトムズ』へ」
2016-2017年度 荻野周史（ハーバードメディカルスクールおよびハーバード公衆衛生学大学院教授）「科学を進化させ、インパクトを高め、貴方のキャリアを発展させるための話（分子病理疫学の創造・発展を例に）」
2015-2016年度 竹内弘高  (ハーバード・ビジネス・スクール教授)「(Harvard Business School発) 経営戦略の新しい視点」
2014-2015年度 倉永美沙  
(ボストン・バレエ団（en:Boston Ballet）プリンシパルダンサー) 
2013-2014年度 イチロー・カワチ  (ハーバード公衆衛生大学院社会および行動科学学科学科長) 「なぜ行動介入は失敗するのか？行動経済学からの洞察」
2012-2013年度 伊藤穰一  (MITメディアラボ所長)「オープンネットワークにおけるイノベーション」
2011-2012年度 若尾圭介  (ボストン交響楽団オーボエ奏者) 「 東京の熱血野球少年からボストンのオーボエ奏者に　そしてこれからの１５年」
2010-2011年度 佐藤隆巧  (ハーバード大学 リスク・マネジメント財団 チーフメディカルオフィサー)「Creating a Culture of Safety in the Healthcare Setting (医療における安全文化の構築）」
2009-2010年度 エズラ・ヴォーゲル (ハーバード大学社会学部名誉教授) 「日本の半世紀の回顧録」

## 過去の特別講演
過去に特別講演として下記の講演者の講演が行なわれた。
2014年6月 梅澤高明  (A.T.カーニー 日本法人会長/本社取締役/消費財・小売プラクティス グローバルリーダー) 「クールジャパン戦略とNeXTOKYO構想　～ TOKYO2020に向けて ～」
2014年6月 Sputniko!  (アーティスト/MITメディアラボ助教)「DESIGN FICTIONS」 
2011年3月 「地震災害について私たちが出来る事」 パネリスト(順不同): 石井裕 (コンピューター研究者)  (MITメディアラボ副所長)、杉山公俊 （航空自衛隊、タフツ大学フレッチャースクール(当時)）、鈴木ありさ（放射線科医、ブリガム・アンド・ウィメンズ病院(en:Brigham and Women's Hospital)）、田嶋公賀（カウンセラー、Habit Opco Inc.）、西川淳也 （三井物産、MITスローン経営大学院(当時)）